# Samia Suluhu Hassan

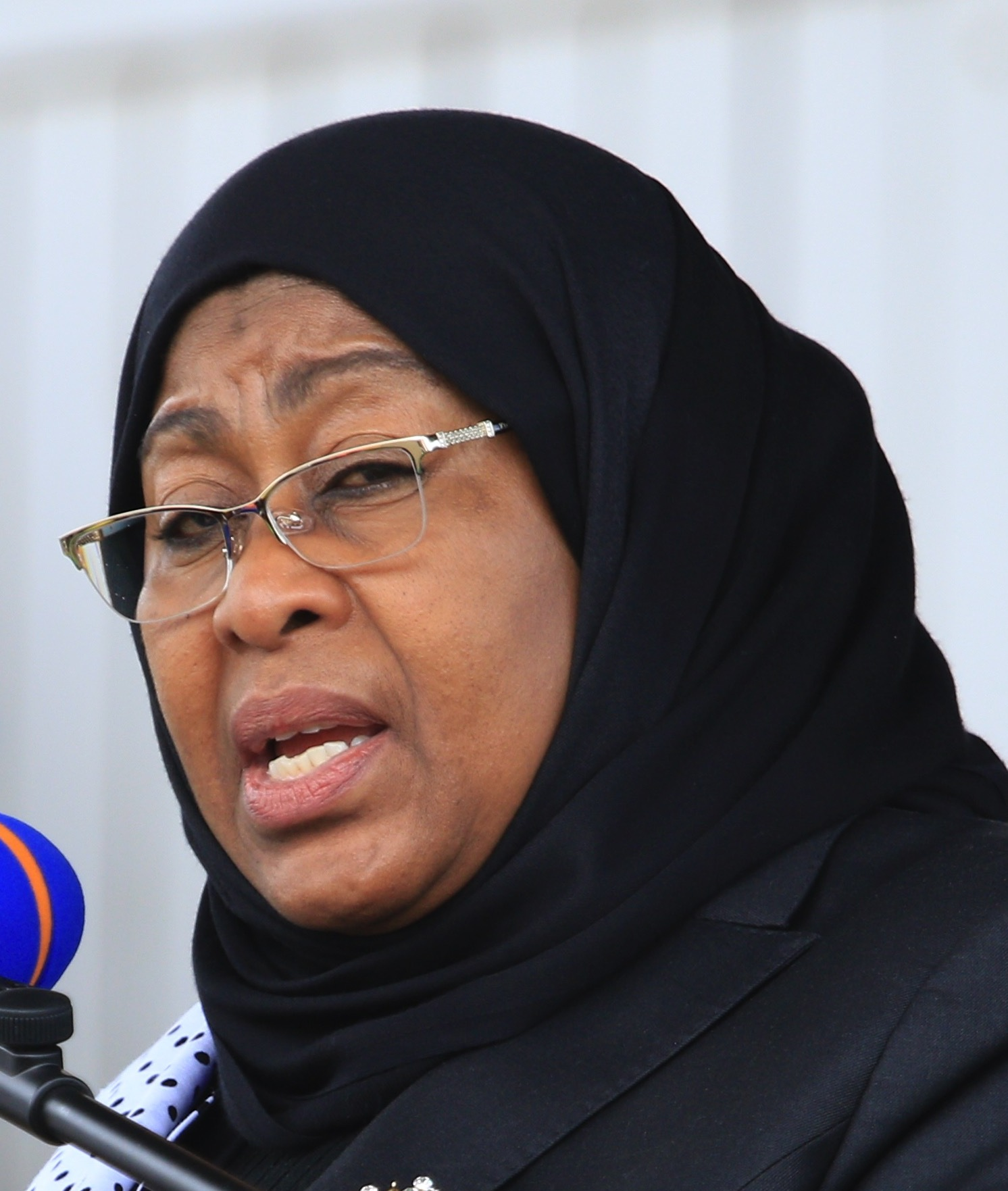
Samia Suluhu (2017)

Samia Suluhu Hassan (* 27. Januar 1960 im Sultanat Sansibar) ist eine tansanische Politikerin und seit dem 19. März 2021 die Präsidentin Tansanias. Sie ist die 6. Person in diesem Amt und zugleich die erste Frau, die es innehat.
Als Mitglied der Partei Chama Cha Mapinduzi (CCM) war sie zuvor Abgeordnete in der Nationalversammlung und Ministerin in mehreren Regierungen Tansanias in verschiedenen Ressorts. Seit 2015 bekleidete sie das Amt der Vizepräsidentin unter Staatspräsident John Magufuli und folgte diesem nach seinem Tod im Amt nach.
Wird nicht der volle Name ausgeschrieben, so dient der Namensbestandteil Suluhu als Nachname. In ostafrikanischen Medien wird vielfach die Kurzbezeichnung Rais Samia (= Präsidentin Samia) verwendet, informeller auch Mama Samia (= Frau Samia). Solche Formen aus Titel und Vorname einer Frau werden als durchaus respektvoll empfunden; sie drücken dabei auch eine Anerkennung ihrer Zugänglichkeit aus.

## Leben

### Jugend und Ausbildung
Samia Suluhu wurde am 27. Januar 1960 im damals unabhängigen Sultanat Sansibar geboren. Nach Abschluss ihrer Schulausbildung im Jahr 1977 begann sie als Sekretärin im Ministerium für Planung und Entwicklung zu arbeiten. Parallel besuchte sie einige Zertifizierungskurse, bis sie 1986 am Institute of Development Management (heute Mzumbe University) im Fach öffentliche Verwaltung ein erweitertes Diplom erhielt. Von 1985 bis 1997 war Suluhu für das Welternährungsprogramm tätig.
Von 1992 bis 1994 studierte sie an der Universität Manchester und schloss das Studium mit einem postgraduate diploma in Wirtschaftswissenschaften ab. 2015 erwarb sie einen Master of Science in Community Economic Development im Rahmen einer Universitätspartnerschaft zwischen der Open University of Tanzania und der Southern New Hampshire University.

### Politische Karriere als Abgeordnete und Ministerin
Bereits 1987 wurde Suluhu Mitglied der damaligen Einheitspartei CCM. Erst 2000 entschied sie sich zu einem politischen Engagement und kandidierte für einen für Frauen reservierten „Special Seats“ im Abgeordnetenhaus des halbautonomen Teilstaates Sansibar (Baraza la Wawakilishi wa Zanzibar). Sie wurde vom sansibarischen Präsidenten Amani Karume zur Ministerin für Arbeit, Geschlechtergerechtigkeit und Kinder ernannt. Im Jahr 2005 wurde sie wiedergewählt und wurde erneut sansibarische Ministerin, wechselte jedoch das Ressort und wurde Ministerin für Tourismus, Handel und Investitionen.
2010 kandidierte sie bei den nationalen Parlamentswahlen für die tansanische Nationalversammlung im Wahlkreis Makunduchi, den sie mit mehr als 80 Prozent der Wahlstimmen gewann. Präsident Jakaya Kikwete ernannte sie daraufhin zur Staatsministerin für Unionsangelegenheiten. 2014 wurde sie zur stellvertretenden Vorsitzenden des Ausschusses gewählt, der mit der Aufgabe des Entwurfs einer neuen Verfassung betraut war.
Im Juli 2015 wählte der Präsidentschaftskandidat der CCM, John Magufuli, Suluhu als seine Kandidatin für das Amt der Vize-Präsidentin aus. Sie war damit der erste weibliche Kandidat für diesen Posten. Nach dem Wahlsieg der CCM wurde Suluhu die erste Vize-Präsidentin Tansanias.

### Präsidentin Tansanias
Nach dem Tod John Magufulis am 17. März 2021 trat sie als erste Frau die Präsidentschaft Tansanias an. Zum Zeitpunkt ihres Amtsantritts war sie neben der äthiopischen Präsidentin Sahle-Work Zewde (deren Rolle allerdings eine weitgehend zeremonielle ist) die einzige Frau an der Spitze eines afrikanischen Staates. Bislang regierten lediglich vier Frauen in den 55 Staaten des Kontinents, zwei nur vorübergehend.
Während sich ihr Vorgänger Magufuli einen Ruf als „Bulldozer“ erworben hatte – eine doppelsinnige Bezeichnung, die sich einerseits darauf bezieht, dass er den Bau vieler Straßen und Eisenbahnen anregte, andererseits aber auch besonders darauf, dass er mit politischen Kontrahenten schonungslos umging –, werden Suluhu Einfühlungsvermögen, Ruhe und Besonnenheit nachgesagt.
Nachdem sich Suluhu sich bei der Übernahme der Präsidentschaft für eine Lockerung der Medienaufsicht ausgesprochen hatte, kam es Mitte August 2021 doch erstmals zu einem auf 14 Tage befristeten Publikationsverbot durch die Medienbehörde. Die CCM-eigene Zeitung Uhuru hatte eine Schlagzeile „Keine Präsidentschaftskandidatur 2025 – Samia“ veröffentlicht, die umgehend dementiert wurde.
Im ersten Jahr ihrer Amtszeit nahm Präsidentin Suluhu eine langsame Abkehr vom früheren autoritären Stil ihres Amtsvorgängers Magufuli vor. Anzeichen hierfür waren ihre Treffen mit den führenden Oppositionspolitikern Tundu Lissu und Freeman Mbowe der Oppositionspartei Chadema im Februar und März 2022 – ein politisches Ereignis, das ein Jahr zuvor noch völlig undenkbar erschienen war. Mit Lissu, der seit einem mutmaßlich politisch motivierten Mordanschlag im Exil lebte, traf sich Präsidentin Hassan am 17. Februar 2022 in Belgien. Mbowe war kurz vor seinem Treffen mit der Präsidentin aus der Haft entlassen worden, die er seit Juli 2021 aufgrund der Teilnahme an einer Oppositionskundgebung, auf der Verfassungsreformen gefordert worden waren, verbüßen musste. In Tansania stieß die Dialogbereitschaft der Präsidentin auf viel Beifall. Politischen Beobachtern schien allerdings unklar, wie weit die politische Liberalisierung gehen würde. Es wurde darauf hingewiesen, dass Suluhu das frühere autoritäre Regime Magafulis als Vizepräsidentin mitgetragen habe. Die Polizei- und Zensurgesetze, die willkürliche Verbote von oppositionellen Aktivitäten erlaubten, blieben zunächst weiter in Kraft. Auch war unsicher, ob Suluhu das von der Opposition seit langem geforderte Referendum über eine Verfassungsreform unterstützen würde, da dies einen Verlust der Machtposition ihrer Partei bedeuten könnte. Am 3. Oktober 2022 entließ sie die Außenministerin Liberata Mulamula.

### Privat
Samia Suluhu heiratete 1978 Hafidh Ameir, einen Agrarwissenschaftler, mit dem sie vier Kinder hat. Ihre Tochter Wanu Hafidh Ameir (* 1982) ist Mitglied des Abgeordnetenhauses von Sansibar.